# Гійом Рест
Гійом Рест (фр. Guillaume Restes, нар. 11 березня 2005, Тулуза) — французький футболіст, що грав на позиції воротаря.
Виступав, зокрема, за клуб «Тулуза-2», а також юнацьку збірну Франції.

## Клубна кар'єра
Народився 11 березня 2005 року в місті Тулуза.
У дорослому футболі дебютував 2021 року виступами за команду «Тулуза-2», в якій провів два сезони, взявши участь у 16 матчах чемпіонату. 
Продовжив ігрову кар'єру в основній команді «Тулузи».

## Виступи за збірні
У 2021 році дебютував у складі юнацької збірної Франції (U-17), загалом на юнацькому рівні взяв участь у 8 іграх, пропустивши 9 голів.
У 2023 році залучався до складу молодіжної збірної Франції. На молодіжному рівні зіграв у 6 офіційних матчах, пропустив 7 голів.
У 2024 році дебютував у складі олімпійської збірної Франції.

## Титули і досягнення
Олімпійська збірна Франції
- Срібні медалі Олімпійських ігр 2024[1]